# Out the Blue
Out the Blue är en sång av John Lennon, utgiven 1973 på albumet Mind Games. Textmässigt handlar låten om Lennons kärleksförhållande till Yoko Ono, men när Out the Blue spelades in hade paret separerat.